# Tridekanol
Tridekanol je primární alkohol se sumárním vzorcem C13H28O. Jedná se o mastný alkohol, který se přirozeně vyskytuje jako směs izomerů (např. tridekan-2-ol, tridekan-3-ol, tridekan-4-ol, tridekan-5-ol, tridekan-6-ol a isotridekanol).

## Použití
Tridekanol nalézá uplatnění při výrobě surfaktantů a plastifikátorů. Rovněž se používá i jako mazivo.